# مارسيل زيجانتي
مارسيل زيجانتي هو لاعب كرة قدم بوسني سابق كان يلعب كلاعب وسط.

## المسيرة الاحترافية

### أندية لعب لها
- نادي دينامو زغرب
- نادي ساراييفو
- نادي جيلييزنيتشار ساراييفو